# Henricus Haltenhoff
Henricus Haltenhoff (* 22. Juli 1888 in Lauterberg; † 3. September 1956 in Hannover) war Großneffe des Juristen Ferdinand Haltenhoff und Bürgermeister in Frankfurt (Oder), Cottbus und Hannover.

## Leben
Nach dem Abitur studierte Haltenhoff Rechtswissenschaft an der Ludwig-Maximilians-Universität München, der Friedrich-Wilhelms-Universität zu Berlin, der Albert-Ludwigs-Universität Freiburg und der Georg-August-Universität Göttingen. Anschließend war er Referendar in Bad Pyrmont, Hannover und Celle. Von 1916 bis 1918 arbeitete er als juristischer Hilfsarbeiter beim Deutschen Städtetag. 
1921 wurde er in Frankfurt (Oder) zunächst zum Stadtrat, 1926 schließlich zum Bürgermeister gewählt. 
Im März 1933 wurde er als kommissarischer Magistratsdirigent nach Cottbus berufen und im Juli 1933 dort zum Oberbürgermeister gewählt. Zum 1. April 1933 trat er der NSDAP bei (Mitgliedsnummer 1.591.729) und war auch Förderndes Mitglied der SS. Zudem war Haltenhoff SA-Mitglied.
Im Oktober 1937 wechselte Haltenhoff nach Hannover und wurde als Nachfolger von Arthur Menge Oberbürgermeister der Landeshauptstadt. Im November 1938 ernannte man ihn zum SA-Standartenführer. Unter Druck der Gauleitung, die ihm „Judenfreundlichkeit“ unterstellte, legte Haltenhoff sein Amt im April 1942 nieder. Bis Oktober 1942 war er noch im Deutschen Gemeindetag tätig, ehe er in den Ruhestand versetzt wurde. 
Nach Kriegsende wurde er im Entnazifizierungsverfahren als Mitläufer eingestuft und entging somit einer schwereren Strafe. Vom 15. Oktober 1954 bis zum 5. Mai 1955 war er in der zweiten Wahlperiode des Niedersächsischen Landtags dessen Mitglied und gehörte der GB/BHE-Fraktion an. Er war für Kurt Fischer nachgerückt.